# Who Stole the Bridegroom?
Who Stole the Bridegroom? è un cortometraggio muto del 1914 diretto da Al Christie. Prodotto dalla Nestor e distribuito dall'Universal Film Manufacturing Company, aveva come interpreti Eddie Lyons, Lee Moran, Bess Meredyth e George B. French.

## Produzione
Il film fu prodotto dalla Nestor Film Company di David Horsley.

## Distribuzione
Distribuito dall'Universal Film Manufacturing Company, il film - un cortometraggio di una bobina - uscì nelle sale cinematografiche statunitensi il 25 dicembre 1914.